# UFC 41
UFC 41: Onslaught（ユーエフシー・フォーティワン：オンスロート）は、アメリカ合衆国の総合格闘技団体「UFC」の大会の一つ。2003年2月28日、ニュージャージー州アトランティックシティのボードウォーク・ホールで開催された。

## 大会概要
メインイベントのUFC世界ヘビー級タイトルマッチでは、挑戦者ティム・シルビアが王者リコ・ロドリゲスを降し、デビューから15戦全勝で第9代UFC世界ヘビー級王者となった。
UFC世界ライト級王座決定トーナメントの決勝戦では、宇野薫とBJ・ペンが引き分け、王者は誕生しなかった。
第3試合のディン・トーマス対マット・セラでは、試合後の場内アナウンスでセラの勝ちが宣告されたが、集計ミスが判明しトーマスの勝利に訂正された。

## 試合結果

### プレリミナリィカード
第1試合 ライト級 5分3R
○  イーブス・エドワーズ vs.  リッチ・クレメンティ ×
3R 4:07 チョークスリーパー
第2試合 ヘビー級 5分3R
○  ガン・マッギー vs.  アレッシャンドリ・ダンタス ×
1R 4:49 TKO（レフェリーストップ：パウンド）
第3試合 ライト級 5分3R
○  ディン・トーマス vs.  マット・セラ ×
3R終了 判定2-1（29-28、29-28、28-30）

### メインカード
第4試合 ヘビー級 5分3R
○  ウラジミール・マティシェンコ vs.  ペドロ・ヒーゾ ×
3R終了 判定3-0（30-27、29-28、29-28）
第5試合ミドル級 5分3R
○  マット・リンドランド vs.  フィル・バローニ ×
3R終了 判定3-0（29-28、29-28、29-28）
第6試合 ライト級王座決定トーナメント 決勝戦 5分5R
△  BJ・ペン vs.  宇野薫 △
5R終了 判定1-1（48-46、47-48、47-47）
第7試合 ヘビー級 5分3R
○  フランク・ミア vs.  タンク・アボット ×
1R 0:46 アンクルホールド
第8試合 UFC世界ヘビー級タイトルマッチ 5分5R
○  ティム・シルビア vs.  リコ・ロドリゲス ×
1R 3:09 TKO（レフェリーストップ：右ストレート→パウンド）
※シルビアが王座獲得に成功